# Alfred Löbbecke
Robert Richard Alfred Löbbecke (* 9. Mai 1855 in Braunschweig; † 31. Mai 1944 in Ahrensburg) war ein deutscher Bankier aus der Braunschweiger Bankiersfamilie Löbbecke.

## Leben
Alfred Löbbecke wurde 1855 in Braunschweig als Sohn des Bankiers Otto Löbbecke geboren. Nach dem Besuch des Braunschweiger Realgymnasiums absolvierte er eine kaufmännische Ausbildung in Frankfurt am Main, Hamburg und Paris. Er leistete Militärdienst als Einjährig-Freiwilliger im Braunschweigischen Husarenregiment, das er als Reserveoffizier und Rittmeister der Landwehr-Kavallerie verließ. Löbbecke trat 1880 als Mitinhaber in das Bankhaus Gebr. Löbbecke & Co. ein. Er leitete das Unternehmen gemeinsam mit einem Verwandten bis zum Jahr 1930. Er starb im Mai 1944 im Alter von 89 Jahren. Seine Tochter Ilse (* 1886) heiratete 1921 den Ethnologen Georg Friederici.

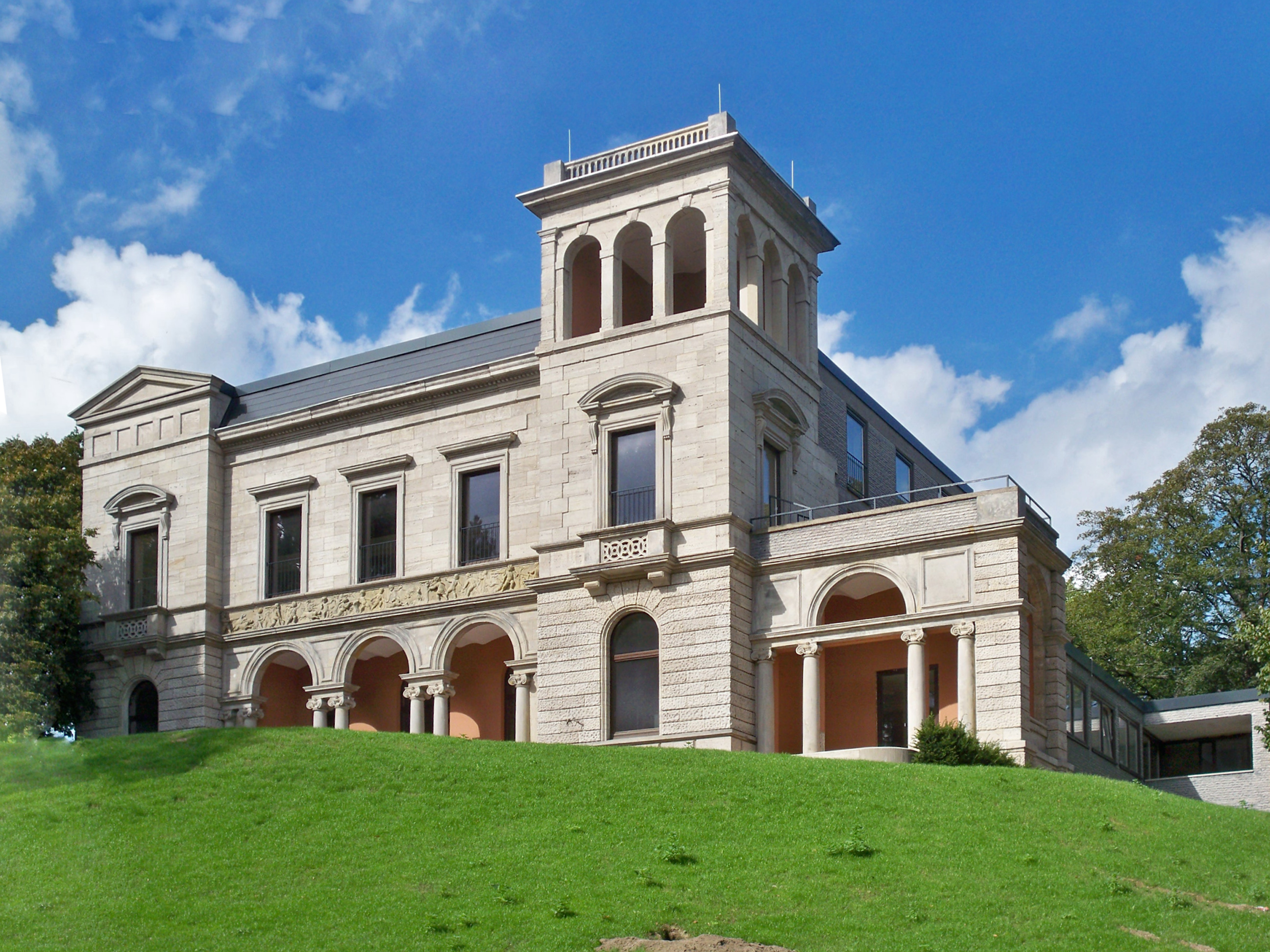
Villa Löbbecke (erbaut 1880/81), Bauherr war Alfred Löbbecke

## Villa Löbbecke
Löbbecke ist bis heute bekannt als Bauherr der 1880/1881 durch den Architekten Constantin Uhde in Braunschweig errichteten Villa Löbbecke. Am Inselwall 11 entstand auf einem ehemaligen Ravelin der geschleiften Stadtbefestigung eine Villa in römischen Renaissanceformen. Nach wechselvoller Nutzung, Zerstörung im Zweiten Weltkrieg und Wiederaufbau 1967/68 diente der Bau bis 2008 als Gästehaus der Technischen Universität Braunschweig. Nach einer Bausanierung wird die Villa Löbbecke seit 2011 als Bürogebäude genutzt.